# Ripon (Kalifornija)
Ripon je grad u američkoj saveznoj državi Kalifornija. Prema popisu stanovništva iz 2010. u njemu je živjelo 14.297 stanovnika.